# 圣母领报与圣爱米巨
《圣母领报与圣爱米巨》是意大利艺术家卡罗·克里韦利的一幅祭坛画，以圣母领报为主题。这幅画位于意大利马尔凯大区阿斯科利皮切诺的圣母领报堂，庆祝教宗思道四世于 1482 年授予该镇自治权。这幅画于 1811 年移至米兰的布雷拉美术馆，1820 年传给奥古斯特-路易·德·西夫里。 1864 年，英国的汤顿男爵亨利·拉布切尔将其捐赠给伦敦国家美术馆。
从天而降的光线代表马利亚从圣灵怀孕。 左边通往深处的封闭通道和玛利亚卧室里的水瓶代表圣母卒世童贞。与带翅膀的天使加百列一起的是阿斯科利皮切诺的主保圣人圣爱米巨，手里拿着小镇的模型。前景中的苹果代表禁果和人类堕落。黄瓜象征复活和救赎的应许。孔雀象征不朽，因为人们相信它的肉永远不会腐烂。 东方地毯装饰着玛利亚家一楼的凉廊。
这幅画的底部印有教宗思道四世和当地主教普洛斯彼罗·卡法雷利的纹章。拉丁词libertas ecclesiastica （“教会的自由”）指的是阿斯科利皮切诺在天主教会的全面监督下的自治。
在边缘学说中，画作上的圣灵光环有时被解释为不明飞行物。 根据历史学家马西莫·波利多罗的说法，天空中的圆形是“云中天使的漩涡，是中世纪和文艺复兴时期神圣艺术作品中上帝的另一种常见表现形式”。波利多罗将 UFO 解释称为“用 21 世纪欧洲人的眼光重新诠释其他文化的产物”。 